# Джаспър (национален парк)
Джаспър (на английски: Jasper National Park) е национален парк в Канада, провинция Албърта. С площ от 10 878 km2 той е най-големият национален парк в Канадските Скалисти планини. Намира се на 320 km западно от Едмънтън на 290 km северозападно от Калгари. Като част от Канадските Скалисти планини паркът е включен в списъка на световното културно и природно наследство на ЮНЕСКО.

## История
Джаспър е кръстен на Джаспър Хаус, който е управлявал търговски обект (пост) в региона, собственост на Северозападната компания. Преди това районът е споменаван като Фицхоу. Паркът е създаден на 14 септември 1907 г. като горски парк Джаспър и е получил статут на национален парк през 1930 г. с приемането на Закона за националните паркове. През 2014 г. Националният парк Джаспър има 2 154 710 посетители.

## Фауна
Най-често срещаните боайници в парка са елените уапити и карибу. Срещат се и лосове, черноопашати елени, белоопашати елени, северноамериканско бодливо свинче, канадски рис, американски бобър, два вида лисици, американска златка, сеносъбирачи, гризли, койоти, снежна коза, дебелорог овен, американска черна мечка, вълк, прошарен мармот, пума и росомаха. Най-често срещани птици са хищните като белоглав орел, скален орел, вирджински бухал както и фазанът Falcipennis canadensis, яребицата Lagopus leucura, копринарка и вечерна тъпочовка. Канадската гъска r червеновратия гмурец са най-често срещаните представители в езерото Maligne.